# 研究学園駅

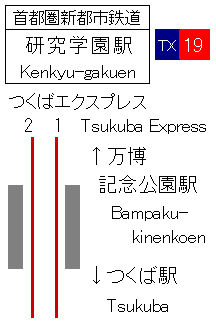
配線図

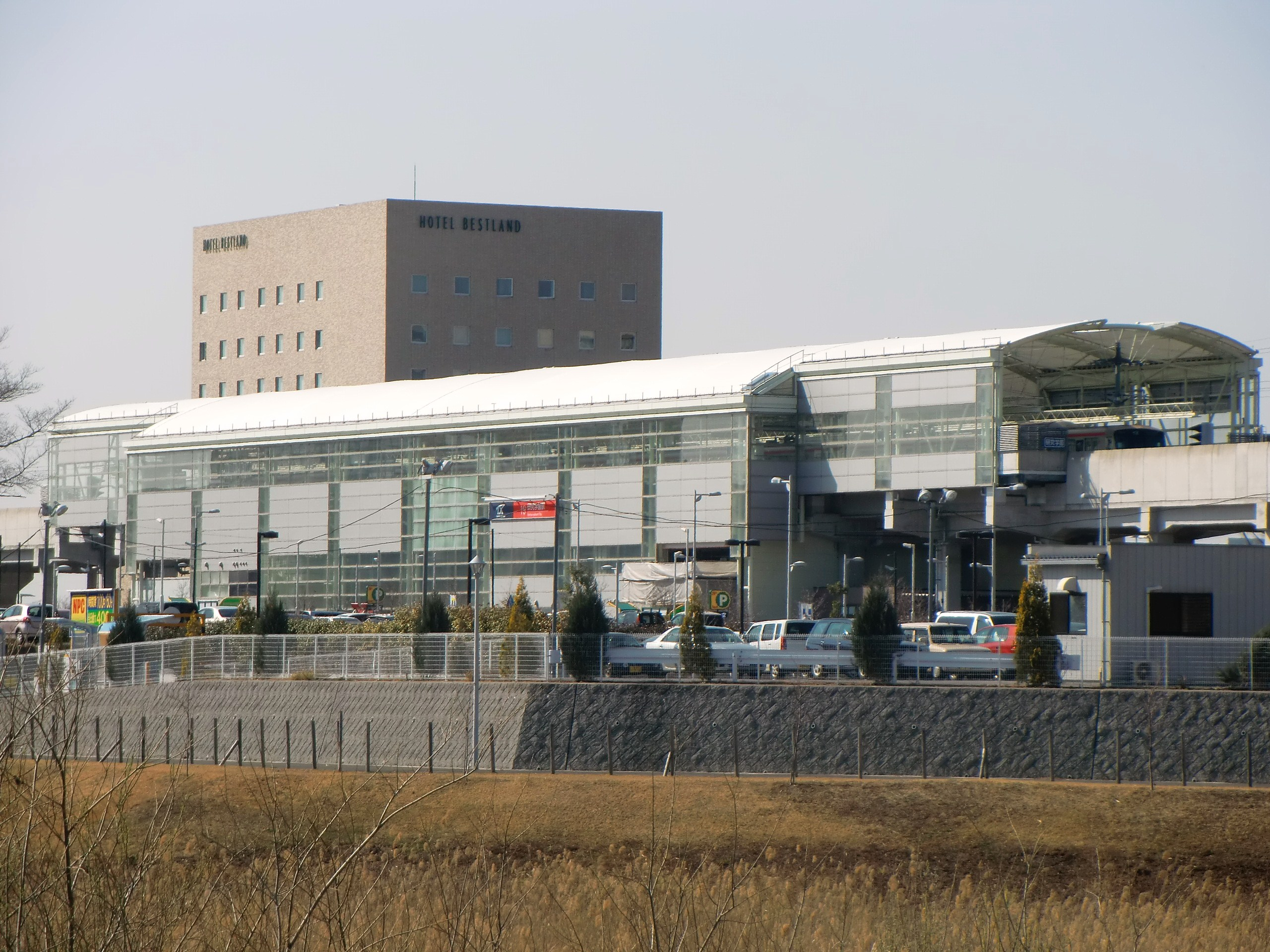
南口（2012年3月）

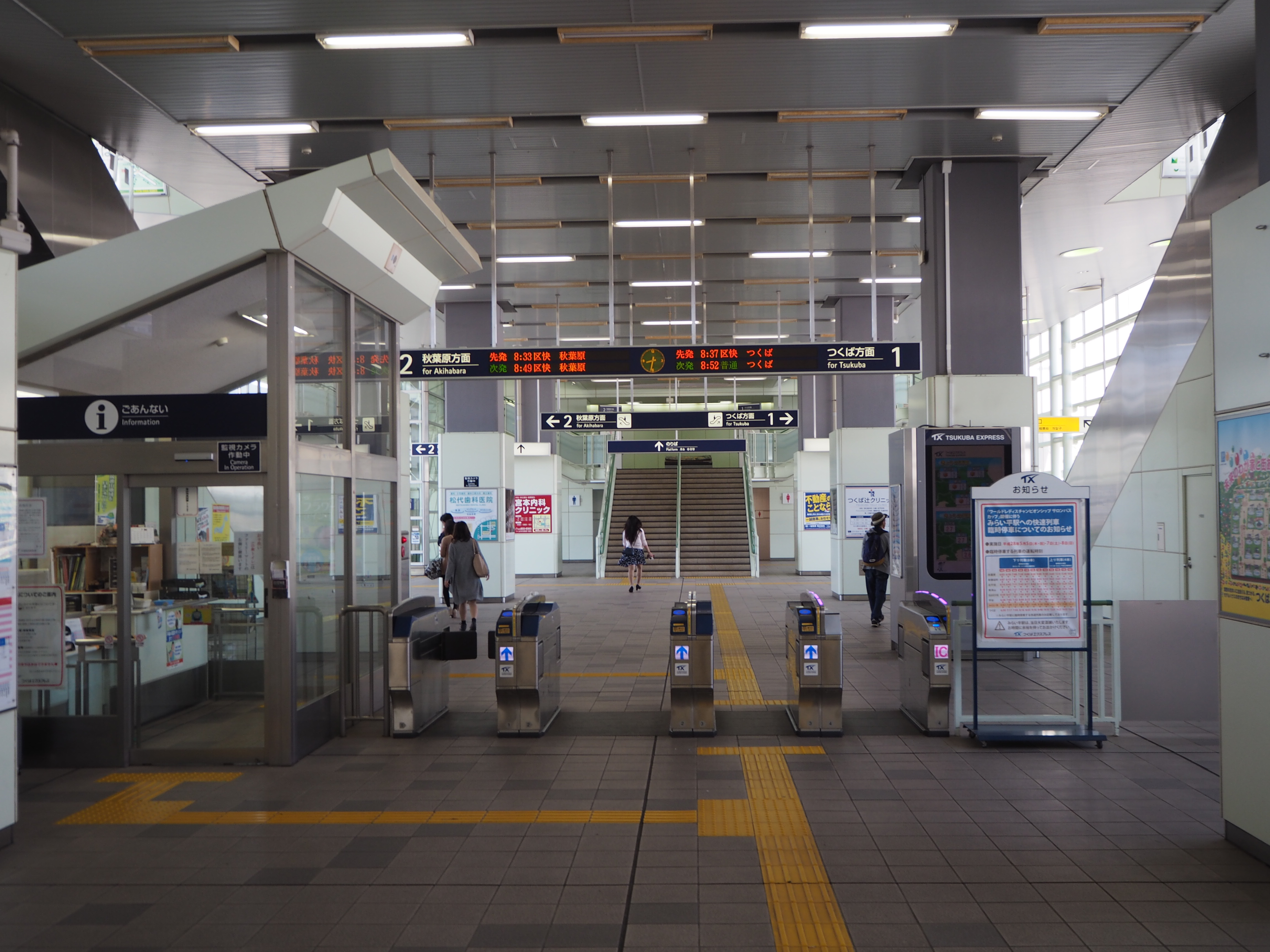
改札口（2016年5月）

研究学園駅（けんきゅうがくえんえき）は、茨城県つくば市研究学園五丁目にある首都圏新都市鉄道つくばエクスプレス（TX）の駅。駅番号はTX19。

## 歴史
当駅付近の鉄道路線構想は1920年代の筑波高速度電気鉄道に遡る。2003年10月8日に仮称駅名の「葛城駅」から「研究学園駅」に変更され、最終的に2004年の工事計画変更の届出で建設工事中の駅名変更手続が行われた。
- 2005年（平成17年）8月24日 - つくば市苅間1229番地1に開業。
- 2014年（平成26年）6月28日 - 地番が「研究学園五丁目9番地1」に変更される[注 1]。
- 2021年（令和3年）9月 - つくば市が有料シェアサイクルの実証実験事業「つくチャリ」を開始（駅前にサイクルポートを設置）[3]。

## 駅構造
相対式ホーム2面2線を有する高架駅である。日中は基本的に区間快速と普通列車がそれぞれ毎時2本ずつ停車する。

### のりば
| 番線 | 路線               | 方向 | 方面       |
| ---- | ------------------ | ---- | ---------- |
| 1    | つくばエクスプレス | 下り | つくば方面 |
| 2    | つくばエクスプレス | 上り | 秋葉原方面 |

## 利用状況
2024年度の1日平均乗車人員は7,877人である。
開業以来の1日平均乗車人員推移は下記の通り。
| 年度               | 1日平均 乗車人員 |
| ------------------ | ---------------- |
| 2005年（平成17年） | 1,035            |
| 2006年（平成18年） | 1,329            |
| 2007年（平成19年） | 1,960            |
| 2008年（平成20年） | 3,109            |
| 2009年（平成21年） | 3,691            |
| 2010年（平成22年） | 4,325            |
| 2011年（平成23年） | 4,886            |
| 2012年（平成24年） | 5,322            |
| 2013年（平成25年） | 5,944            |
| 2014年（平成26年） | 6,097            |
| 2015年（平成27年） | 6,499            |
| 2016年（平成28年） | 6,821            |
| 2017年（平成29年） | 7,148            |
| 2018年（平成30年） | 7,405            |
| 2019年（令和元年） | 7,367            |
| 2020年（令和02年） | 4,807            |
| 2021年（令和03年） | 5,573            |
| 2022年（令和04年） | 6,749            |
| 2023年（令和05年） | 7,491            |
| 2024年（令和06年） | 7,877            |

つくば駅の3分の1程度である。全体としては駅周辺住宅・商業施設開発の進展度合いに応じて増加傾向にある。元々民間研究所への出張需要もあったが、2011年つくバス運行体系の変更で市内広範囲に散らばる民間研究所団地へのバスが多数発着するようになった。自家用車・企業・学校送迎バスの利用も多く駅勢圏は広い。例年11月に開催される「つくばマラソン」の臨時バスはあえて当駅を発着することで混雑の分散化を図っている。

## 駅周辺
当駅は財団法人日本自動車研究所（JARI）のテストコース跡地の内側に位置している。このテストコースを含めた周辺地区は市が「副都心」と位置付け開発が行われているが、実際にはIiasつくばやコストコを筆頭にロードサイド店舗が集中する地区となっており、周辺人口に比して自動車が多く日中の道路混雑を引き起こし路線バスの時刻修正を余儀なくされたほどである。駅とイーアスの間を離れると歩行者は少なくなる。駅前にはマンションが多数立地し、出張客向けのビジネスホテルも存在する。
JARIからエキスポ大通りを挟んだ南側には筑波西部工業団地（国際科学技術博覧会会場跡地）があり、南側一角に科学万博記念公園がある。また、エキスポ大通りを西に行くとつくば秀英高等学校があるが、駅からはかなり離れている。
当駅からは民間研究所へ向かうバスが発着しており、国や独立行政法人の研究所の多くはみどりの駅（生物系）ないしつくば駅（文教系・建設系・理工系）がアクセス駅となる。
また、当駅は本路線では筑波山に最も近い地上駅（高架駅）であり、天気の良い日は列車内からでもくっきりと双峰（筑波山の女体山と男体山）が望める。ただし、筑波山方面へのバスは当駅ではなく、隣のつくば駅から発着している。
なお、改札を出た正面にはつくば市のインフォメーションセンターがあったが、2011年7月13日よりコンビニエンスストアの「ファミリーマート」となった。

### 北口
飲食店はホテルレストランの他、喫茶店、居酒屋など数店ある。有料駐車場も多い。
公共・行政
- 駅前広場・バス停留所
- 研究学園交番
- つくば市役所

商店
- iiasつくば
  - 筑波銀行 つくば副都心支店
- とりせん 研究学園店
- タイヨー 学園の森店

企業
- LIXILショールーム

ホテル
- HOTEL BESTLAND
- ホテルマークワンつくば研究学園
- 東横イン つくばエクスプレス研究学園駅北口

### 南口
- 駅前ロータリー
- つくば市立葛城小学校
- 研究学園駅前公園
- 山新グランステージつくば
- カスミ 本部
- 日本自動車研究所
- 安藤ハザマ 技術研究所
- サイバーダイン 本社
- MEGAドン・キホーテつくば店

## バス路線
関東鉄道の一般路線バス3系統と「つくバス」4系統が北口広場内を発着する。一般路線バスは運行本数がごく少ない。かつては数系統が乗り入れていたが、つくバスと入れ替わる形で廃止された。
一般路線バス
| 乗場 | 系統番号 | 主要経由地                                         | 行先               | 運行会社  |
| ---- | -------- | -------------------------------------------------- | ------------------ | --------- |
| 2番  | C6       | 春日二丁目・つくばセンター・国土地理院・土木研究所 | 建築研究所         | ■関東鉄道 |
| 2番  |          | つくばセンター・学園竹園・土浦二高                 | 土浦一高前（直行） | ■関東鉄道 |
| 2番  |          | （直行）                                           | つくばセンター     | ■関東鉄道 |
| 2番  |          | グッドマン常総                                     | 道の駅常総         | ■関東鉄道 |

コミュニティバス「つくバス」
| 乗場 | 系統                 | 主要経由地                                                                                 | 行先               | 運行会社  |
| ---- | -------------------- | ------------------------------------------------------------------------------------------ | ------------------ | --------- |
| 1番  | 吉沼シャトル [YB]    | つくば市役所・学園の森・国土地理院・筑波記念病院・大穂窓口センター・大砂・吉沼             | とよさと病院       | ■関東鉄道 |
| 1番  | 谷田部シャトル [YaB] | つくば市役所・科学万博記念公園・つくば秀英高校・万博記念公園駅・みどりの駅・つくば工科高校 | 谷田部窓口センター | ■関東鉄道 |
| 2番  | 作岡シャトル [SB]    | つくば市役所・東光台・豊里の杜・今鹿島・テクノパーク大穂                                   | 寺具               | ■関東鉄道 |
| 2番  | 上郷シャトル [KA]    | 春日二丁目                                                                                 | つくばセンター     | ■関東鉄道 |
| 2番  | 上郷シャトル [KB]    | つくば市役所・東光台・豊里の杜・テクノパーク豊里・上郷                                     | とよさと病院       | ■関東鉄道 |

高速バス
| 乗場 |          | 主要経由地                         | 行先       | 運行会社            |
| ---- | -------- | ---------------------------------- | ---------- | ------------------- |
| 2番  | 乗車専用 | 筑波西部工業団地・研究学園駅前公園 | バスタ新宿 | ■関東鉄道 ■常南交通 |
| 2番  | 降車専用 | 松代一丁目・常南交通前             | 谷田部車庫 | ■関東鉄道 ■常南交通 |

## 画像

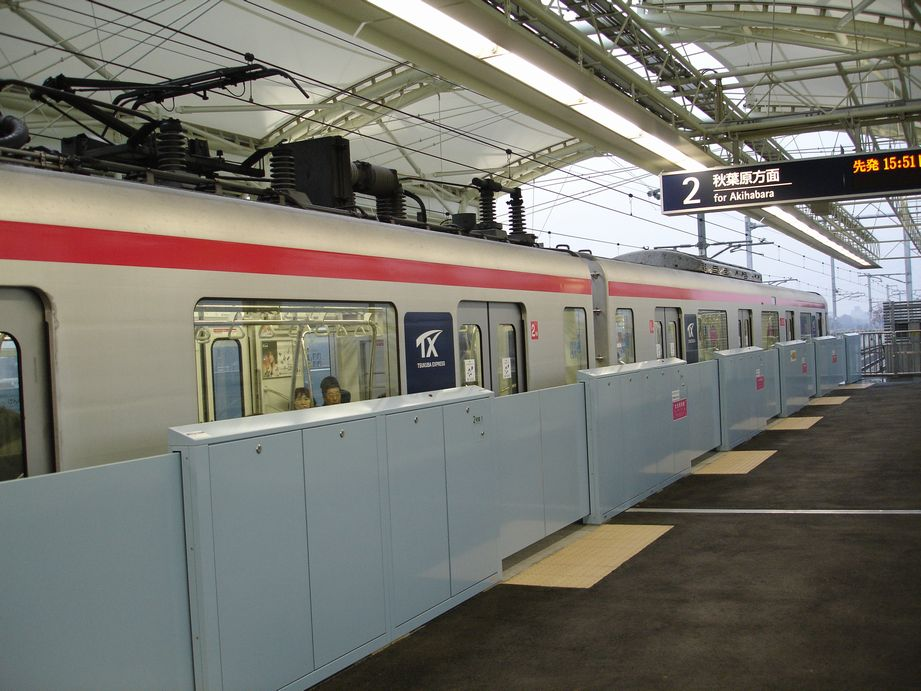
2番線（2005年12月4日）
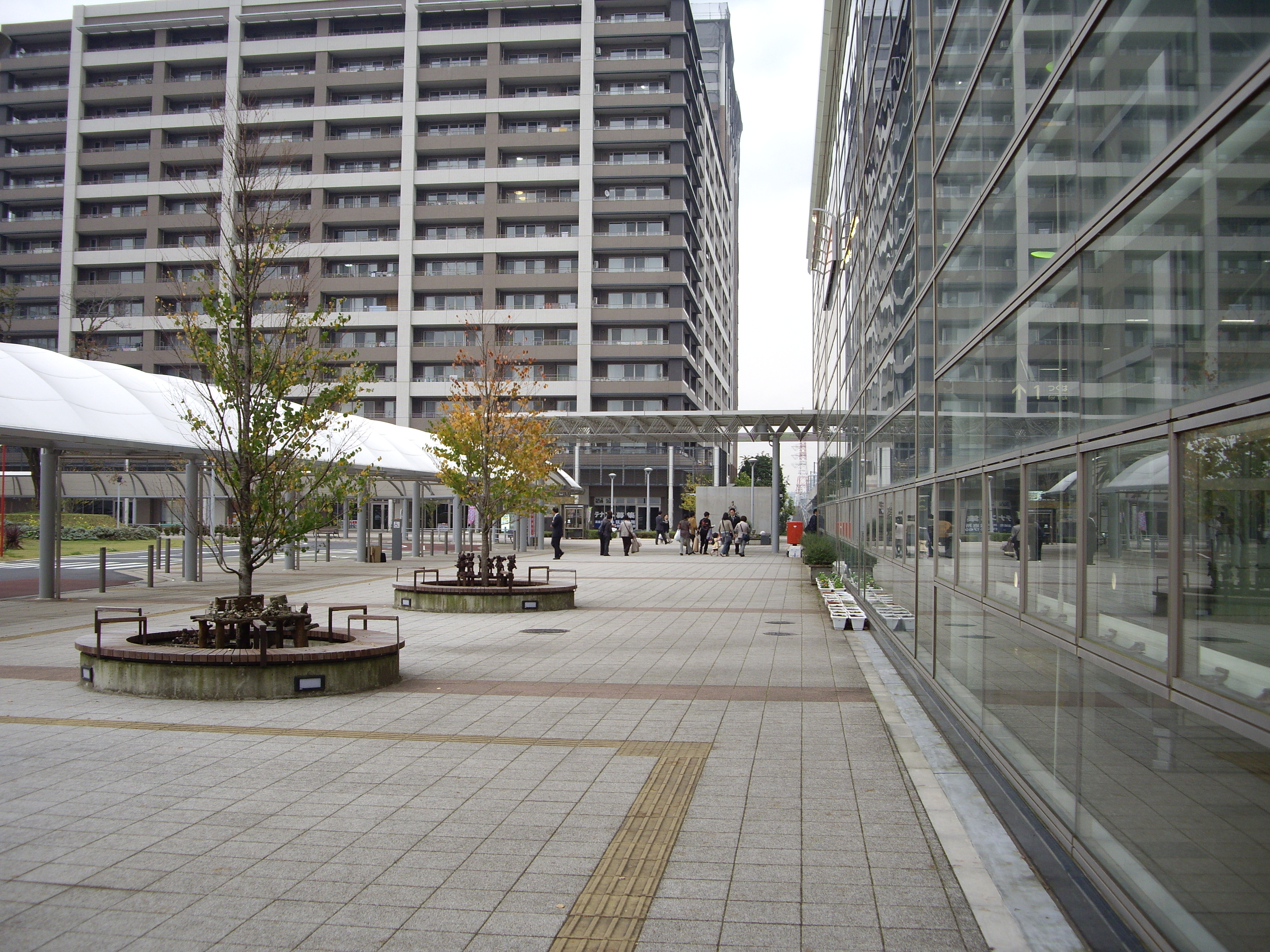
北口駅前（2008年10月12日）
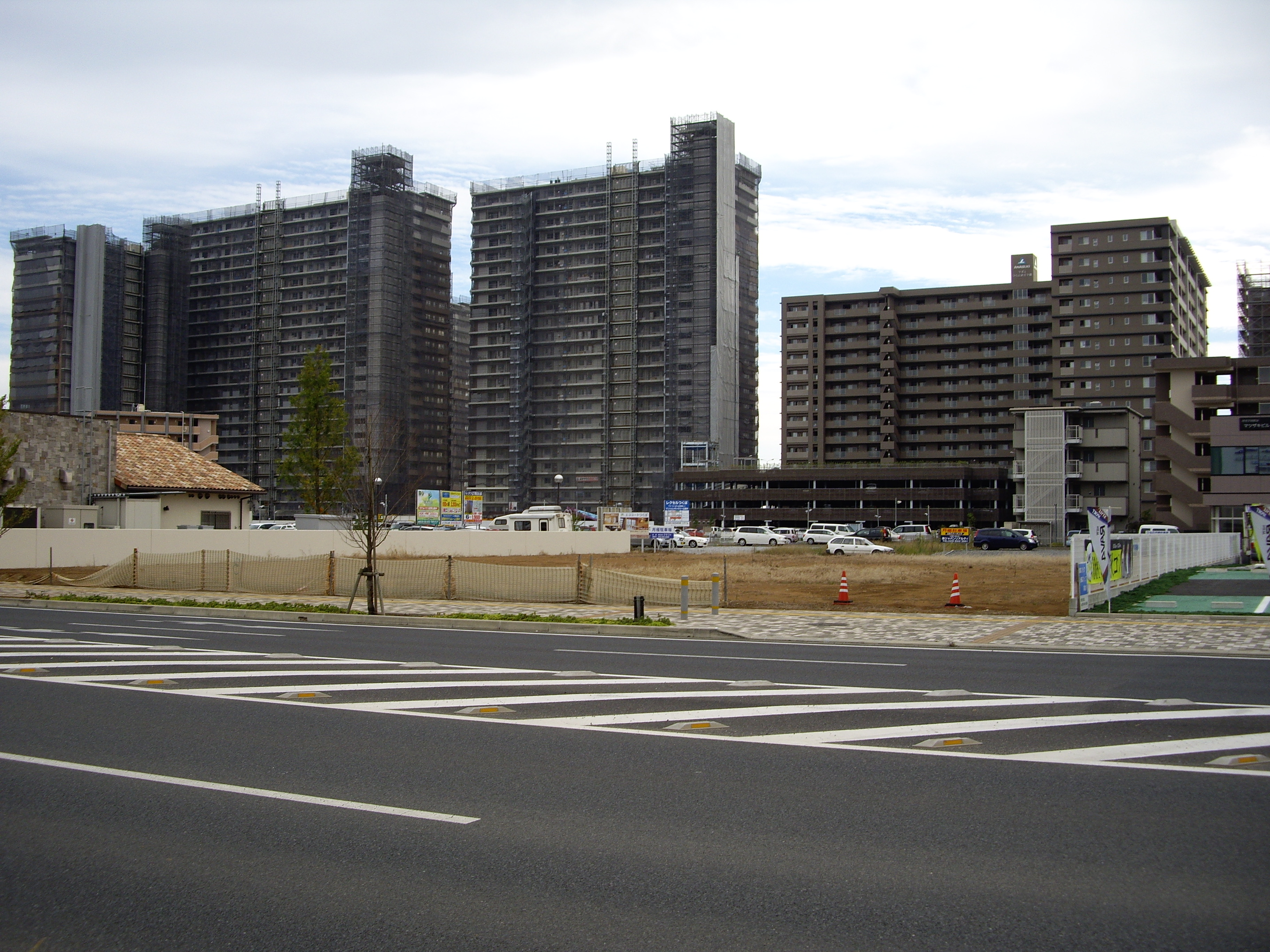
開発中の駅周辺（2008年10月12日）
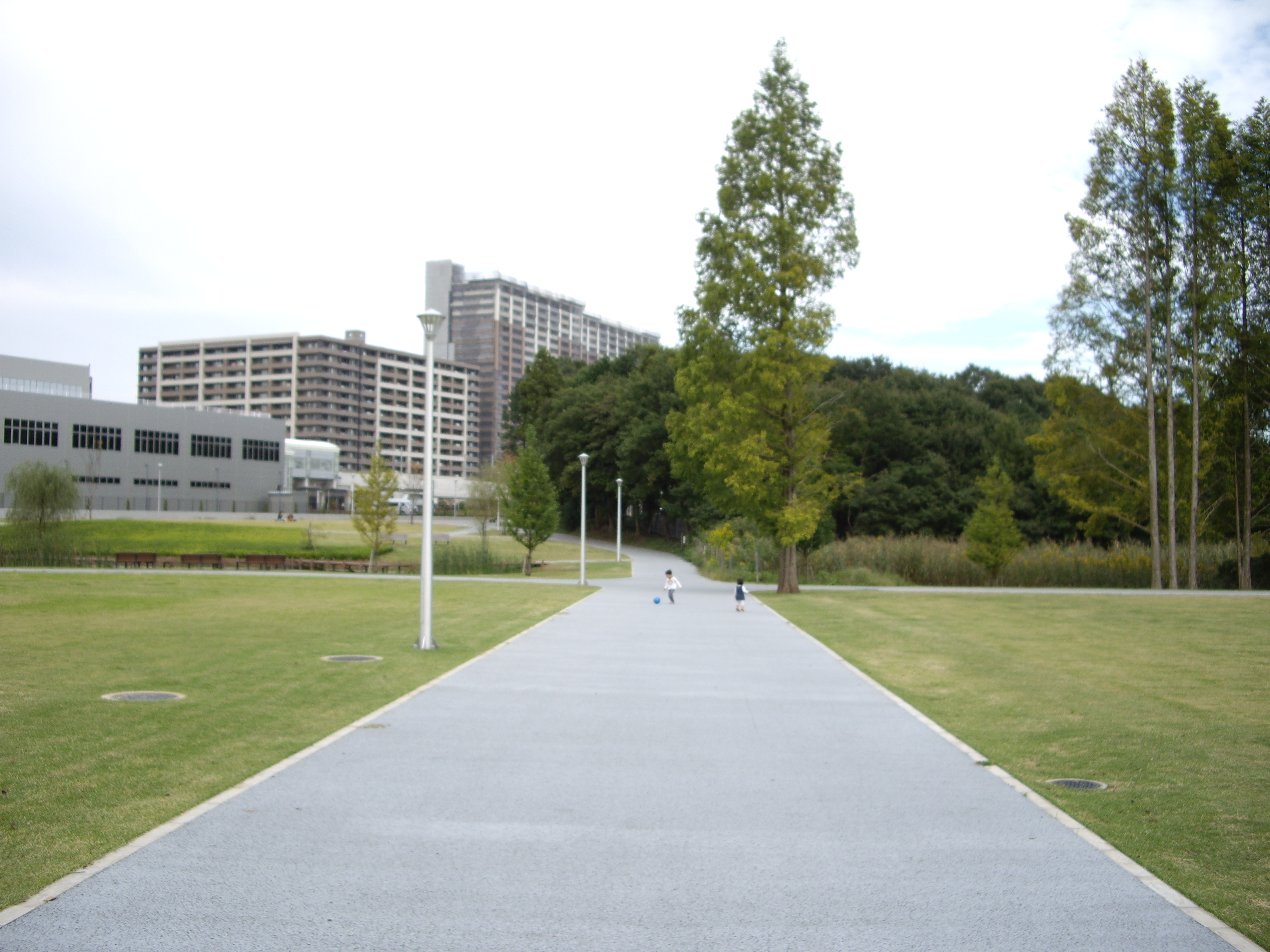
南口（研究学園駅前公園）
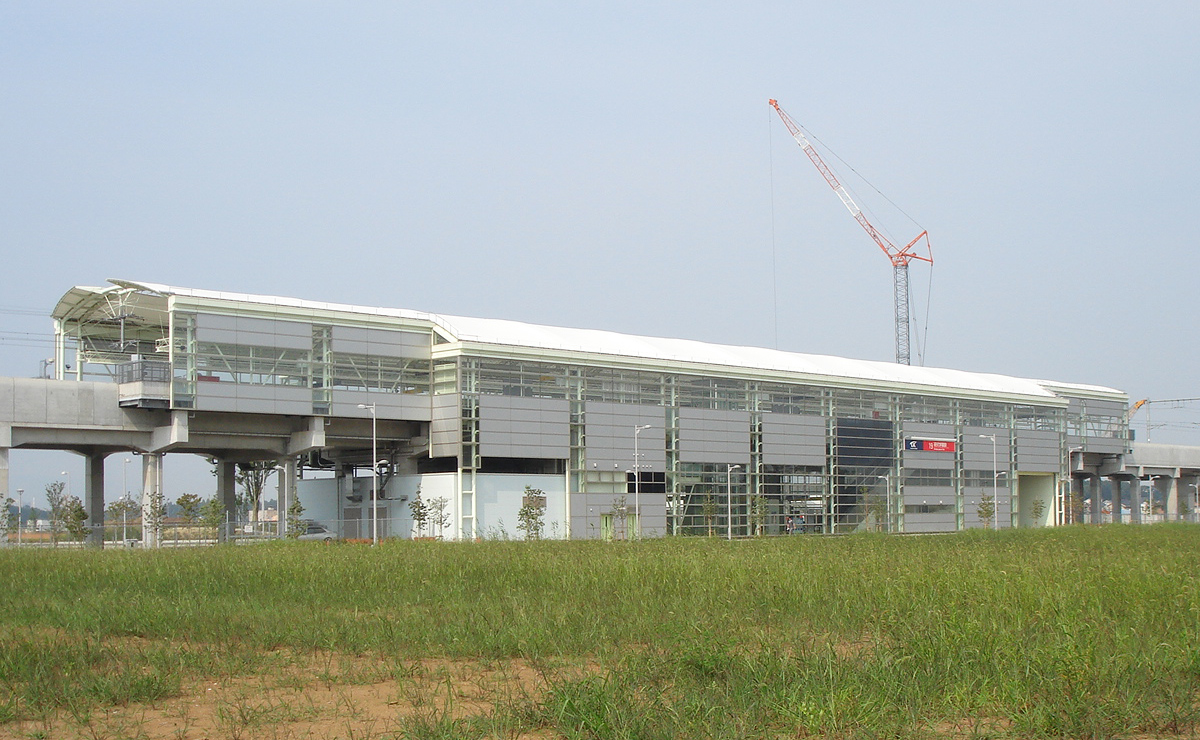
駅舎（2006年8月6日）

## 隣の駅
首都圏新都市鉄道
つくばエクスプレス線
■快速
通過
■通勤快速（平日下りのみ運転）
守谷駅 (TX15) → 研究学園駅 (TX19) → つくば駅 (TX20)
■区間快速・■普通
万博記念公園駅 (TX18) - 研究学園駅 (TX19) - つくば駅 (TX20)